# نوپتسه
نوپتسه کوهی به ارتفاع ۷۸۶۱ متر واقع در ناحیهٔ خومبو در ماهالانگور هیمال در بخش نپالی هیمالیا است. این کوه در فاصلهٔ دو کیلومتری غرب جنوب غربی کوه اورست قرار دارد. نوپتسه در زبان تبتی به معنای قلهٔ غربی است و دلیل این نام‌گذاری قرارگرفتن کوه در غرب تودهٔ لهوتسه-نوپسته است.

## قله‌های نوپتسه
یال اصلی و طویل نوپتسه که از شرق به غرب کوه کشیده شده‌است ۷ قله را به شرح زیر در بر می‌گیرد:
- نوپتسه ۱ به ارتفاع ۷٬۸۶۱ متر
- نوپتسه ۲ به ارتفاع ۷٬۸۲۷ متر
- نوپتسه شار ۱ به ارتفاع ۷٬۸۰۴ متر
- نوپتسه نوپ ۱ به ارتفاع ۷٬۷۸۴ متر
- نوپتسه شار ۲ به ارتفاع ۷٬۷۷۶ متر
- نوپتسه نوپ ۲ به ارتفاع ۷٬۷۴۲ متر
- نوپتسه شار ۳ به ارتفاع ۷٬۶۹۵ متر

## تاریخچه صعود
قلهٔ اصلی نوپتسه، نوپتسه ۱، نخستین بار در سال ۱۹۶۱ و توسط دنیس دیویس و شرپا تاشی، اعضای یک گروه کوهنوردی بریتانیایی فتح شد. این کوه بار دیگر پس از یک وقفهٔ طولانی در طی دهه‌های ۱۹۹۰ و ۲۰۰۰ مورد توجه کوهنوردان قرار گرفت و مسیرهای مهمی در جبهه‌های غربی، جنوبی و شمالی آن ایجاد شد.